# Svarttjärnen (Lillhärdals socken, Härjedalen, 687689-138145)
Svarttjärnen är en sjö i Härjedalens kommun i Härjedalen och ingår i Ljusnans huvudavrinningsområde.